# 西義之
西義之（日语：／ Nishi Yoshiyuki，1976年12月27日 - ）是一名日本漫畫家。東京都八王子市出身。男性。

## 人物
2000年，多摩美術大學美術學部設計科染織設計專攻畢業。美術系預備校立川美術學院前講師。
在擔任過小畑健、村田雄介的助手後，自2004年起在《週刊少年Jump》連載《魔法律事務所》，於2008年14號連載結束。受到科幻及奇幻、少女漫畫等影響。
在秋本治的《烏龍派出所》連載30週年紀念出版的《超こち亀》一書的提問環節中，秋本治「最要好的漫畫家」（一番仲の良い漫画家）例舉了西義之的名字。畫速很快，也喜歡具有少女情懷的事物。興趣是射飛鏢與舞台劇鑑賞。

## 來歷
- 1999年，橫濱插畫競賽入選。作為後述的「多摩火藥」成員身份漫畫家出道。

- 2000年，羊毛氈作品『森林的歴史』（森の歴史）獲得『第7屆東京設計中心』（東京デザインセンター）新人獎銅獎。在五美大展、大滿月展等展出。在『LOVE THE MATERIAL』出品羊毛氈作品。

- 2004年，在《赤丸Jump》2004 SPRING改名為西義之刊登單篇作品《魔法律事務所》（ムヒョとロージーの魔法律相談事務所）[4]。同名單篇作品作為金未來杯出品作，刊登於《週刊少年Jump》2004年37・38合併號[5]。從此在《週刊少年Jump》2004年53號開始連載原先的《魔法律事務所》。

- 2008年，《魔法律事務所》在《週刊少年Jump》2008年14號連載結束。在《赤丸Jump》2008年春號刊登《秘蜜的亞米》（秘蜜のヤミー）、在《Jump Square》7月號刊登《四谷老師的大冒險》。在《週刊少年Jump》2009年3號開始連載《菩怪一族（日语：ぼっけさん）》，於同年22・23合併號連載結束。

- 2010年，在《週刊少年Jump》2010年28號刊登單篇作品《魔境旅行師古拉姆》（魔境旅行師グラム）。

- 2013年，在《週刊少年Jump》2013年42號開始連載《HACHI -東京23宮-（日语：HACHI -東京23宮-）》。

- 2014年，《HACHI -東京23宮-》在《週刊少年Jump》2014年12號連載結束。在《週刊少年Jump NEXT!!》2014 vol.3開始連載《魔物鑑定士巴比羅》（魔物鑑定士バビロ），於同年vol.6連載結束[6]。

- 2016年，在《月刊Morning two》6月號開始不定期連載《來精靈澡堂療癒一下》（エルフ湯つからば）。在《週刊YOUNG JUMP》2016年48號開始連載《Lycanthrope冒險保險（日语：ライカンスロープ冒険保険）》[7][8]。

- 2018年，宣布《魔法律事務所》動畫化，並自8月起開始播放[9]。同時，率先在《少年Jump+》於2018年3月19日開始網路連載續篇《魔法律事務所 魔屬魔具師篇》（ムヒョとロージーの魔法律相談事務所 魔属魔具師編）[9][10]。

- 2019年，《魔法律事務所 魔屬魔具師篇》在《少年Jump+》於2019年3月7日網路連載結束[10]。

## 作品列表
漫畫
- 魔法律事務所（ムヒョとロージーの魔法律相談事務所）[11][12]
  - 單篇（《赤丸Jump》2004年春號）- 收錄於單行本第18集[4]。
  - 單篇（《週刊少年Jump》2004年37・38合併號）- 金未來杯出品作。收錄於單行本第1集[5]。
  - 連載（《週刊少年Jump》2004年53號 - 2008年14號，全18集）
  - 外傳 - 四谷老師的大冒險（四谷先生の大冒険）（單篇《Jump Square》2008年7月號）
  - 續篇 - 魔法律事務所 魔屬魔具師篇（ムヒョとロージーの魔法律相談事務所 魔属魔具師編）（網路連載《少年Jump+》2018年3月19日 - 2019年3月7日，全2集）[10]
- 秘蜜的亞米（秘蜜のヤミー）（單篇《赤丸Jump》2008年春號）
- 菩怪一族（日语：ぼっけさん）（連載《週刊少年Jump》2009年3號 - 22・23合併號，上下集）
- 魔境旅行師古拉姆（魔境旅行師グラム）（單篇《週刊少年Jump》2010年28號）
- 沾水筆愛上墨水瓶（ペンに恋するインク瓶）（網路連載《Jump LIVE（日语：ジャンプLIVE）》，全4話）- 隨筆漫畫。
- HACHI -東京23宮-（日语：HACHI -東京23宮-） （連載《週刊少年Jump》2013年42號 - 2014年12號，全3集）[13]
- 魔物鑑定士巴比羅（魔物鑑定士バビロ）（連載《週刊少年Jump NEXT!!》2014 vol.3 - vol.6，全1集）[14]
- 必殺獵師BUNNY小姐（必殺猟師BUNNYさん）（單篇《少年Jump+》2015年8月17日）[15]
- 攝津與春（摂津と春）（單篇《Miracle Jump》2016年1月號）
- 來精靈澡堂療癒一下（エルフ湯つからば）（不定期連載《月刊Morning two》2016年6月號 - ）[16]
- Lycanthrope冒險保險（日语：ライカンスロープ冒険保険）（連載《週刊YOUNG JUMP》2016年48號 - 2017年38號，網路連載《隔壁的YOUNG JUMP》2017年9月14日 - ）[7][8]

其他
- 魔法律事務所 七彩的魔音（ムヒョとロージーの魔法律相談事務所 七色の魔声）（原作・插畫《JUMP j BOOKS》2007年）[17]
- 魔法律事務所 禁書的守護者（ムヒョとロージーの魔法律相談事務所 禁書の守護者）（原作・插畫《JUMP j BOOKS》2007年）[18]
- 魔法律事務所 魔法律家們的假日（ムヒョとロージーの魔法律相談事務所 魔法律家たちの休日）（原作・插畫《JUMP j BOOKS》2018年）[19]
- 幸福的島嶼（幸せの島）（插畫《JUMP j BOOKS Web輕小說》2013年）[20]。

## 多摩火藥
多摩火藥是一個包含西義之在內的4人組漫畫家組合。在1人退出後改名為「多摩火藥。」，之後解散。

### 來歷
- 1994年，11月結成4人組漫畫家組合「多摩火藥」（多摩火薬）。

- 1998年，獲得『Big Comic Spirits』的Spirits獎獎勵獎、桂正和獎、尾田榮一郎獎。

- 1999年，《沙漠巨鯨》（サバクノオオクジラ）獲得『第57屆手塚獎』準入選。之後刊登於《赤丸Jump》1999年夏號，漫畫家出道。

- 2001年，名字變更為「多摩火藥。」（多摩火薬。）。在《赤丸Jump》2001年春號刊登《ARROWS》。之後解散組合。

### 作品列表
- 沙漠巨鯨（サバクノオオクジラ）（《赤丸Jump》1999年SUMMER號） -  『第57屆手塚獎』準入選作品。多摩火藥的出道作。
- ARROWS（《赤丸Jump》2001年SPRING號，31頁）

## 師傅
- 小畑健[21]
- 村田雄介 - 亦是小畑健的助手（日语：アシスタント (漫画)）夥伴之一[21]。
- 蒲生洋 - 於1990年代半擔任其助手[22]。

## 助手
- 遠藤達哉[23]
- 千田浩之（日语：千田浩之）
- 山田金鐵（日语：山田金鉄）

## 腳註

### 出典
1. ↑  西義之.  第7集. 東立出版社. 2007-01-17: 第128頁. ISBN 978-986-11-8928-4.
2. ↑  《週刊少年Jump》2005年12號（2005年2月21日）作家留言。
3. ↑  《週刊少年Jump》2005年25號（2005年5月23日）作家留言。
4. 1 2  西義之.  第18集. 東立出版社. 2008-10-01: 第132頁. ISBN 978-986-10-2053-2.
5. 1 2  西義之.  第1集. 東立出版社. 2006-06-15: 第150頁. ISBN 986-11-8378-7.
6. ↑  . ITmedia eBook USER (ITmedia株式會社). 2015-05-15  [2020-09-19]. （原始内容存档于2020-10-20）.
7. 1 2  . 週刊YOUNG JUMP. 集英社.   [2020-09-19]. （原始内容存档于2021-01-25）.
8. 1 2  . 隔壁的YOUNG JUMP. 集英社.   [2020-09-19]. （原始内容存档于2021-02-25）.
9. 1 2  . 漫畫Natalie (株式會社Natasha). 2018-03-19  [2020-09-19]. （原始内容存档于2020-12-04）.
10. 1 2 3  . 少年Jump+. 集英社.   [2020-09-19]. （原始内容存档于2020-11-24）.
11. ↑  . 集英社.   [2020-09-20]. （原始内容存档于2020-10-18）.
12. ↑  . 少年Jump+. 集英社.   [2020-09-19]. （原始内容存档于2021-04-06）.
13. ↑  . 週刊少年Jump. 集英社.   [2020-09-19]. （原始内容存档于2020-11-12）.
14. ↑  . 週刊少年Jump. 集英社.   [2020-09-19]. （原始内容存档于2020-10-26）.
15. ↑  . 少年Jump+. 集英社.   [2020-09-19]. （原始内容存档于2021-04-04）.
16. ↑  . Morning. 講談社.   [2020-09-19]. （原始内容存档于2021-04-12）.
17. ↑  . JUMP j BOOKS. 集英社.   [2020-09-19]. （原始内容存档于2020-10-22）.
18. ↑  . JUMP j BOOKS. 集英社.   [2020-09-19]. （原始内容存档于2020-10-19）.
19. ↑  . JUMP j BOOKS. 集英社.   [2020-09-19]. （原始内容存档于2020-10-19）.
20. ↑  . 漫畫Natalie (株式會社Natasha). 2013-06-07  [2020-09-19]. （原始内容存档于2020-10-18）.
21. 1 2  小畑健; 堀田由美. .  第23集. 東立出版社. 2004-01-01: 第190頁. ISBN 986-11-3160-4.
22. ↑  《Lycanthrope冒險保險》（ライカンスロープ冒険保険）第2集初版附屬書腰帶上的蒲生洋留言。
23. ↑  西義之.  第2集. 東立出版社. 2006-07-27: 第114頁. ISBN 986-11-8379-5.

## 外部連結
- 西義之的X（前Twitter）（2015年1月20日 23:02:52 - ）※ UTC表記。
- 裏☆西☜義之的X（前Twitter）（2018年11月11日 18:07:26 - ）※ UTC表記。